# A Patch of Blue
 A Patch of Blue és una pel·lícula estatunidenca dirigida per Guy Green, estrenada el 1965.

## Argument
Selina perd la vista en un incident durant una discussió entre els seus pares, la seva vida continua amb la seva mare, una dona amargada per les misèries que li ha tocat viure i amb l'avi patern, un vell alcoholitzat. Un dia convenç el seu avi per portar-la al parc, on coneix un jove negre, Gordon, ben educat i intel·ligent, que queda fascinat per aquesta noia realment decidida a no conformar-se a seguir vivint en l'entorn en el que sempre ha estat. Superant les protestes violentes de la mare, el jove porta Selina amb ell a una escola per a cecs on podrà tenir una educació i conèixer altres persones, prometent al jove que, al final dels seus estudis es casarà.

## Repartiment
- Sidney Poitier: Gordon Ralfe
- Shelley Winters: Rose-Ann D'Arcy
- Elizabeth Hartman: Selina D'Arcy
- Wallace Ford: Ole Pa
- Ivan Dixon: Mark Ralfe
- Elisabeth Fraser: Sadie
- John Qualen: Mr. Faber

## Premis i nominacions

### Premis
- 1966. Oscar a la millor actriu secundària per Shelley Winters
- 1966. Globus d'Or a la millor nova estrella femenina per Elizabeth Hartman

### Nominacions
- 1966. Oscar a la millor actriu per Elizabeth Hartman
- 1966. Oscar a la millor fotografia per Robert Burks
- 1966. Oscar a la millor banda sonora per Jerry Goldsmith
- 1966. Oscar a la millor direcció artística per George W. Davis, Urie McCleary i Henry Grace
- 1966. Globus d'Or al millor director per Guy Green
- 1966. Globus d'Or al millor actor dramàtic per Sidney Poitier
- 1966. Globus d'Or a la millor actriu dramàtica per Elizabeth Hartman
- 1966. Globus d'Or al millor guió per Guy Green
- 1966. BAFTA al millor actor per Sidney Poitier